# Palythoa heideri
Palythoa heideri is een Zoanthideasoort uit de familie van de Sphenopidae. De wetenschappelijke naam van de soort is voor het eerst geldig gepubliceerd in 1954 door Carlgren.